# Millersylvania State Park
Millersylvania State Park ist ein staatlicher Park und Naherholungsgebiet 10 mi (16 km) südlich von Olympia, Washington. Der State Park umfasst 842 acre (341 ha) Wald mit Altbeständen von Kiefern und 3300 ft (1 km) Uferlinie am Deep Lake. Er wird von der Washington State Parks and Recreation Commission verwaltet.

## Geschichte
Das Gebiet gehörte ursprünglich Squire Lathum und wurde nach 1855 an John Miller verkauft. Die Familie nannte sie Miller's Glade (Millers Lichtung) und später Millersylvania. 1921 schenkten sie das Grundstück dem Staat zur dauerhaften Nutzung als Park. 1935 errichtete das Civilian Conservation Corps verschiedene Gebäude. Überbleibsel der Holzindustrie, wie die Reste einer Schmalspurbahn, von Spurgleisen alter Holzfällerstraßen und sogar einige Baumstümpfe mit den Narben der "Springboards" (Standbretter der Holzfäller), lassen sich noch heute entdecken.

## Freizeitmöglichkeiten
Im Park kann man Wandern und Radfahren, Bootfahren, Angeln und Schwimmen. Mehrere Campingmöglichkeiten und eine "Lodge" bieten Übernachtungsmöglichkeiten. Im Norden des Parks wurde auch ein Fitness Trail angelegt.

## Geographie
Der State Park befindet sich im Hügelland südlich von Olympia. Während der Deschutes River, der etwas weiter östlich verläuft nach Norden in den Puget Sound entwässert, fließt der Spruce Creek aus dem Deep Lake nach Westen und entwässert über Blooms Ditch, Black River und Chehalis River in den Grays Harbor.

### Deep Lake
Der Deep Lake wurde 1947 vom State Department of Game vermessen. Die größte Tiefe betrug damals 17 ft (5,2 m). Der See erstreckt sich über 66,2 acre (26,8 ha) und hat ein Volumen von 951.000 m³ (771 acre.ft). Deep Lake liegt in "Section 3, Township 16N, Range 2W, Willamette".
Der Name geht auf die ersten Siedler zurück, die in einer Landaufnahme 1855 den Namen benutzten. Im späten 19. Jahrhundert tauchte der Name CoKaine Lake auf. Möglicherweise handelt es sich dabei um einen indianischen Namen. Zeitweise wurde auch der Name Drake Lake benutzt, solange die Lyman Darrow Drake-Familie am Südufer des Sees lebte (seit 1872). Dieser Name erscheint noch in den 1920er Jahren in verschiedenen US Geological Survey und Metsker Maps, obwohl die Drakes bereits 1908 ihr Grundstück verkauft hatten. 
In den Tagebüchern der Familie Miller findet man Hinweise darauf, dass Millersylvania früher Heimat für eine Art Süßwasserkrabbe war, die durch Überfischung ausgestorben ist.